# جين هانسون
جين هانسون (بالإنجليزية: Jane Hanson)‏ هي صحفية أمريكية، ولدت في 9 ديسمبر 1955.